# Giovanni Boselli
Pour les articles homonymes, voir Boselli.
Giovanni Sforza Boselli, né le 29 avril 1924 à Asmara et mort le 24 juin 2007 à Rome, est un dessinateur italien de bandes dessinées. Il signe aussi sous le pseudonyme de Bos.